# Johann Hennings
Johann Hennings († um 1660/62 wahrscheinlich in Heide) war ein Bildschnitzer in Schleswig-Holstein, dem jedoch kein Werk eindeutig zugeordnet werden kann.

## Leben
Über Johann Hennings’ Herkunft ist nichts bekannt. Es ist nur dokumentiert, dass er eine Tochter hatte, wobei auch der Name seiner Frau unbekannt ist. Möglicherweise ist der zwischen 1667 und 1672 in Heide nachweisbare „Lukas Hennings Schnitger“ sein Sohn.
Hennings arbeitete nachweislich ab 1639, aber höchstwahrscheinlich schon früher, als Bildschnitzermeister in Heide. Auch in den Jahren 1641, 1651, 1654 und 1659 ist er dort dokumentiert. Zu den Nachweisen gehört ein Vertrag, den er mit einem Lehrling für das „Tischer und Bildschnitzer Handwerck“ schloss. Hinzu kommt ein Umschreibungsprotokoll, das belegt, dass ihm ein eigenes Haus gehörte. Sein Name ist letztmals im Trauregister von Tönning zu finden. Diesem ist zu entnehmen, dass „Hebcke, hinterlassene Tochter des weil[and] Ehrbaren Henning Johanns, Einwohners und Bildhauers in Heyde“ am 16. März 1663 die Ehe mit einem Oldensworter schloss. Johann Hennings war daher zuvor verstorben.

## Forschungen zum Wirken
Frühe Kunsthistoriker, insbesondere Karl Stork, setzten Hennings mit einem „M[eiste]r Henning Bildthawern“ gleich. Dieser war in Rechnungen der Kirche von Hennstedt zu finden und hatte dort eine Kanzel geschaffen. Anhand von stilistischen Vergleichen ging Stork davon aus, dass Hennings zahlreiche weitere Werke geschaffen habe, so als wichtigstes Stück den Altar der Rendsburger Marienkirche. Storks Zuschreibungen gingen mit sprachlichen Problemen einher: so nannte sich der Schnitzer aus Heide „Hennings“ anstatt „Henning“, und auf seinen Meistertitel hätte ein Vorname folgen müssen. Da Stork in Rechnungen der Rendsburger Marienkirche, die aus der Bauzeit des Altares stammten, eine Person namens „Johann Hennings“ fand, wurden seine Erkenntnisse allgemein anerkannt. Hinzu kam, dass die Kunstwerke in einer Zeit entstanden, die einwandfrei mit Hennings dokumentierten Lebensdaten harmonierte.
Wilhelm Johnsen berichtigte Stock 1952 dahingehend, dass der in Rendsburg genannte „Johann Hennings“ lediglich ein Bauholzlieferant gewesen sei. Den in Hennstedt geführten „Henning Bildthawer“ identifizierte er als Henning Claussen. Nur der Eintrag im Hochzeitsregister von Tönning könne ein Hinweis darauf sein, Storks Zuschreibungen zu übernehmen. Da allerdings alle schriftlichen Dokumente zu Hennings Lebensdaten Storks Zuschreibung widersprachen, wurde Johnsens Erkenntnisse übernommen und die Arbeiten neu Clausen zugeschrieben. Johnsen hatte sich bereits zuvor mit einem anderen Bildschnitzer und dessen Nachfolger beschäftigt, der Mitte des 17. Jahrhunderts in Dithmarschen arbeitete. Da keine Belege für weitere Bildschnitzer dieser Zeit existierten, bezeichnete er sie als „Meister der Weddingstedter Taufe“ und „Meister des Weddingstedter Bojegestühls“. Nachdem er bewiesen hatte, dass Johann Hennings mit Henning Clausen vertauscht worden war, schlug er vor, dass es sich bei den nicht bekannten Personen aus Dithmarschen um Johann Hennings und dessen Sohn Lukas gehandelt habe. Diese These wurde offensichtlich nicht weiter besprochen und auch nicht von weiteren Historikern unterstützt. Daher ist Johann Hennings in neuen Inventarlisten Schleswig-Holstein nicht mehr zu finden.